# Beverley Mitchell
Beverley Anne Mitchell (ur. 22 stycznia 1981 w Arcadii, Kalifornia) – amerykańska aktorka filmowa i telewizyjna, producentka filmowa, piosenkarka country i modelka. Popularność zyskała dzięki roli Lucy Camden w serialu Siódme niebo (1996-2007).  
Skończyła filmografię na Uniwersytecie Loyola Marymount w Los Angeles. Karierę rozpoczęła w wieku pięciu lat. Początkowo występowała w licznych reklamach oraz filmach Disneya. 
1 października 2008 wyszła za mąż za Michaela Camerona. 28 marca 2013 urodziła im się córka, Kenzie Lynne, a 28 stycznia 2015 syn, Hutton Michael.

## Nagrody i wyróżnienia
- 2000: Najlepiej odegrana rola w serialu Siódme niebo – wybitna, młoda aktorka
- 1998: Najlepiej odegrana rola w serialu Siódme niebo – wybitna, młoda aktorka
- 1997: Najlepiej odegrana rola w serialu Siódme niebo – wybitna, młoda aktorka

## Filmografia (wybrane)
- Toxin (2014) jako Isabelle
- The Dog Who Saved Easter (2014) jako Alice
- Paranormal Investigations 7 – Pennhurst (2012) jako Sarah
- The Secret Life of the American Teenager (2011–2013) jako Kaitlin O'Malley
- Snowmen (2010) jako Mrs. Sherbrook
- Extreme Movie (2008) jako Sue
- Wiem co widziałam (I know what I saw) (2007) jako Mackenzie Greer; film TV
- I Remember (2006) jako Molly
- Piła II (Saw II) (2005) jako Laura
- Mean People Suck (2003) jako siostra Kate
- Na torze (Right On Track) (2003) jako Erica Enders
- Jamie Kennedy Experiment, The (2002–2003) jako ona sama (gościnnie)
- Girl Band (2000) jako Suzanne
- Siódme niebo (7th Heaven) (1996–2007) jako Lucy Camden
- Kruk 2: Miasto Aniołów (Crow 2: City of Angels, The) (1996) jako Grace
- Faculty, The (1996) jako Leslie (gościnnie)
- Hey Arnold! (1996–2004) jako Summer (głos) (2000) (gościnnie)
- White Dwarf (1995) jako XuXu
- Zabójcza obsesja (Killing Obsession) (1994) jako Annie
- Matka panny młodej (Mother of the Bride) (1993) jako Jersey
- Phenom (1993–1994) jako Clara (gościnnie)
- Sinatra (1992) jako Mała Nancy 7-9
- Melrose Place (1992–1999) jako Katie Conners (1994) (gościnnie)
- Dziecko panny młodej (Baby of the Bride) (1991) jako Jersey
- Big Brother Jake (1990–1994) jako Cassie
- Słoneczny patrol (Baywatch) (1989–2001) jako Melissa (gościnnie)
- Zagubiony w czasie (Quantum Leap) (1989–1993) jako Becky Pruitt (1992) (gościnnie)

## Dyskografia
Albumy
| Tytuł             | Detale                                                        | Miejsce na liście       | Miejsce na liście |
| Tytuł             | Detale                                                        | Ulubione albumy country | US Heat           |
| ----------------- | ------------------------------------------------------------- | ----------------------- | ----------------- |
| Beverley Mitchell | - Data wydania: 23 stycznia 2007 - Wytwórnia: Daywind Records | 30                      | 8                 |

Single
| Rok  | Single                                    | Album             |
| ---- | ----------------------------------------- | ----------------- |
| 2006 | Angel                                     | Beverley Mitchell |
| 2007 | Heaven on Earth Down Here                 | Beverley Mitchell |
| 2007 | Walkin'                                   | Beverley Mitchell |
| 2008 | Let's Dream Like We're Gonna Live Forever | Beverley Mitchell |

Teledyski
| Rok  | Video                     |
| ---- | ------------------------- |
| 2007 | Heaven on Earth Down Here |